# Koen Pieter van Dijk
Koen Pieter van Dijk (Rotterdam, 5 november 1992), tot en met 2022 bekend onder zijn artiestennaam Koen Kardashian, is een Nederlands presentator en mediapersoonlijkheid. Van Dijk is voornamelijk bekend van zijn werk voor MTV Nederland en Vlaanderen waar hij verschillende televisieprogramma's presenteerde.

## Levensloop
Van Dijk verscheen voor het eerst in 2015 op televisie in het PowNed-realityprogramma Niet lullen maar poetsen, hierna verscheen hij in 2016 in het SBS6-programma Queens of the Jungle.
In het voorjaar van 2018 presenteerde Van Dijk het online programma Koen op de latten voor de online kanalen van &C en het Algemeen Dagblad. Daarnaast won Van Dijk in 2018 de Mediawijsheidtest en was hij in een cameo te zien in de bioscoopfilm First Kiss. In het najaar van 2018 maakte Van Dijk zijn debuut als televisiepresentator van het MTV-programma Meekijken met ..., een spin-off van het televisieprogramma Ex on the Beach: Double Dutch waarin deelnemers met Van Dijk een aflevering terug gaan kijken. Hij presenteerde het programma, met een tussenpose, tot 2021. In 2019 was Van Dijk ook als presentator te zien van het programma Inpakken met .... Daarnaast vormde hij een presentatieduo met Jaimie Vaes voor het televisieprogramma Just Tattoo of Us.
In november 2020 maakte Van Dijk zijn schrijversdebuut, toen hij in samenwerking met schrijfster Mireille van Hout zijn autobiografie Gelukkig verloren schreef. Tevens was hij als panellid te zien in het RTL 5-programma Ranking the Stars.
In het voorjaar van 2022 kondigde Van Dijk aan, nadat hij was afgekickt van drugs, zich weer meer als zichzelf te voelen en langzaam afstand te willen doen van zijn artiestennaam Koen Kardashian. In het najaar van 2023 kwam Van Dijk met een documentaire over zijn drugsverslaving, deze verscheen onder de titel Koen aandachtsjunk bij streamingdienst Prime Video. Datzelfde jaar was hij tevens te zien in het Videoland-programma Special Forces VIPS.
In 2024 had Van Dijk een eigen wekelijks radioprogramma onder de naam Koens Confessions bij radiozender Radio4All van Giel Beelen. Datzelfde jaar was Van Dijk te zien in het SBS6-programma Chateau Meiland VIPS.
In 2025 was Van Dijk een van de kandidaten van het RTL 4-programma Stars on Stage. Daarnaast was hij datzelfde jaar een van de deelnemers aan het 25e seizoen van het RTL 4-programma Expeditie Robinson.

## Filmografie

### Film
- 2018: Early Man, als Twieter Vogel (stemrol)[19]
- 2018: First Kiss, als zichzelf

### Televisie

#### Als presentator
- 2018: Koen op de latten
- 2018-2019, 2021: Meekijken met ...
- 2019: Inpakken met ...
- 2019: Just Tattoo of Us, presentatieduo met Jaimie Vaes
- 2024: Inpakken met ... All Stars[20]

#### Overig
- 2015: Niet lullen maar poetsen, deelnemer
- 2016: Queens of the Jungle, deelnemer
- 2018: Een goed stel hersens, samen met Linda Hakeboom
- 2019: Dit is niet mijn wereld vriend, samen met Jamal Ben Saddik
- 2020: Ranking the Stars, panellid
- 2021: Diep, hoofdgast
- 2021: Boerderij van Dorst, hoofdgast
- 2022: De Alleskunner VIPS, eindigde als twaalfde
- 2023: Special Forces VIPS, deelnemer
- 2023: Koen aandachtsjunk, documentaire
- 2024: Chateau Meiland VIPS, hoofdgast
- 2025: Stars on Stage, deelnemer

### Bestseller 60
| Boeken met noteringen in de Nederlandse Bestseller 60 | Jaar van verschijnen | Datum van binnenkomst | Hoogste positie | Aantal weken | Opmerkingen                           |
| ----------------------------------------------------- | -------------------- | --------------------- | --------------- | ------------ | ------------------------------------- |
| Gelukkig verloren                                     | 2025                 | 25-11-2020            | 36              | 1            | in samenwerking met Mireille van Hout |